# Rugathodes instabilis
Rugathodes instabilis là một loài nhện trong họ Theridiidae.
Loài này thuộc chi Rugathodes. Rugathodes instabilis được Octavius Pickard-Cambridge miêu tả năm 1871.